# 曾昭璇
曾昭璇（1922年12月25日—2007年8月14日），廣東南海縣人（現屬於廣東省廣州市荔灣區），著名地理學家、教育家、全國政協委員，中山大學、華南師範大學教授。被稱之為「華南地理學界泰斗」。師承吳尚時教授。代表作品有《廣州歷史地理》、《歷史地貌學淺論》。2004年，得到「中國地理科學成就獎」。